# Val-de-Grâce

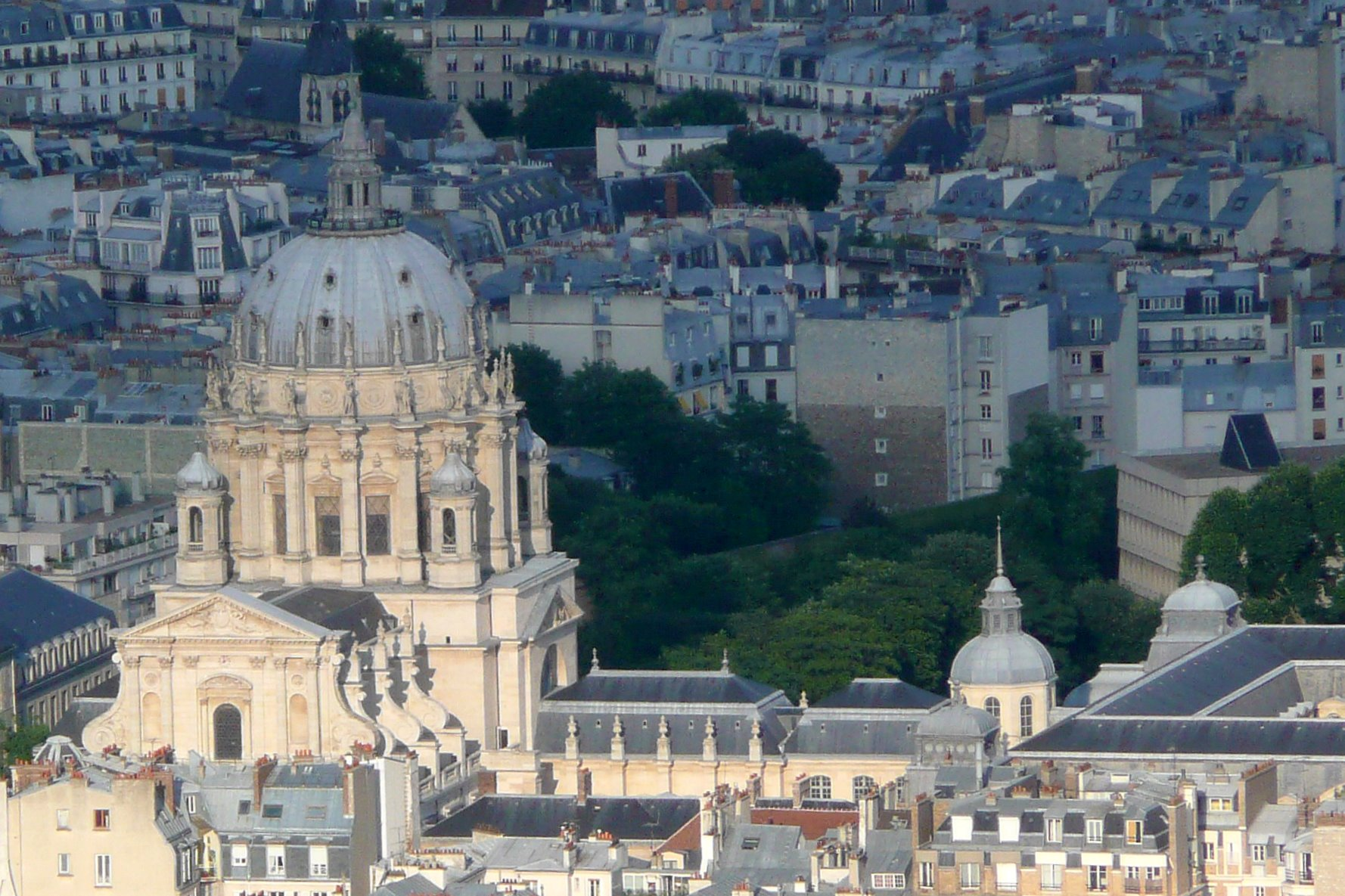
Val-de-Grâce nhìn từ tháp Montparnasse

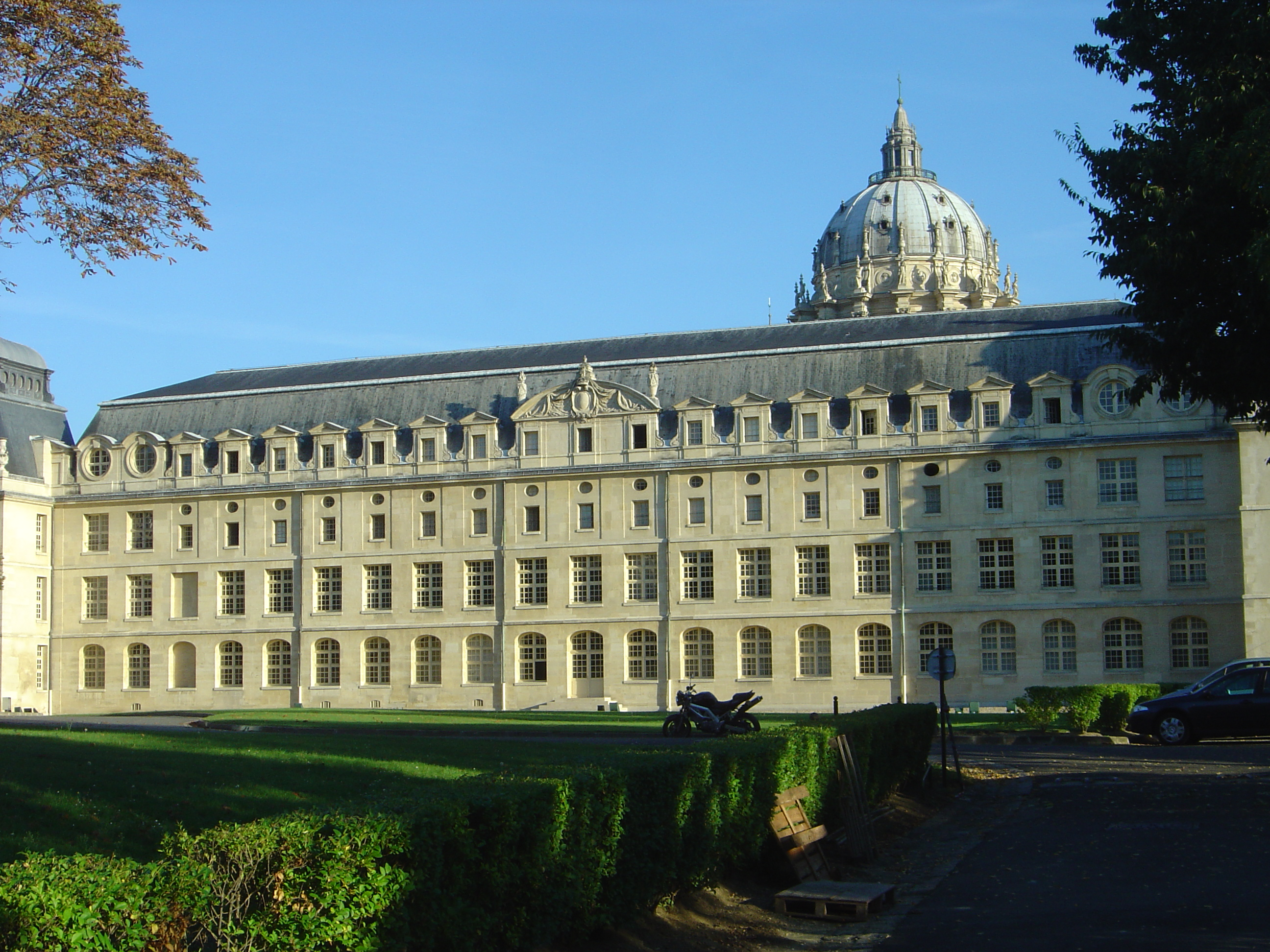
Tòa nhà tu viện cũ

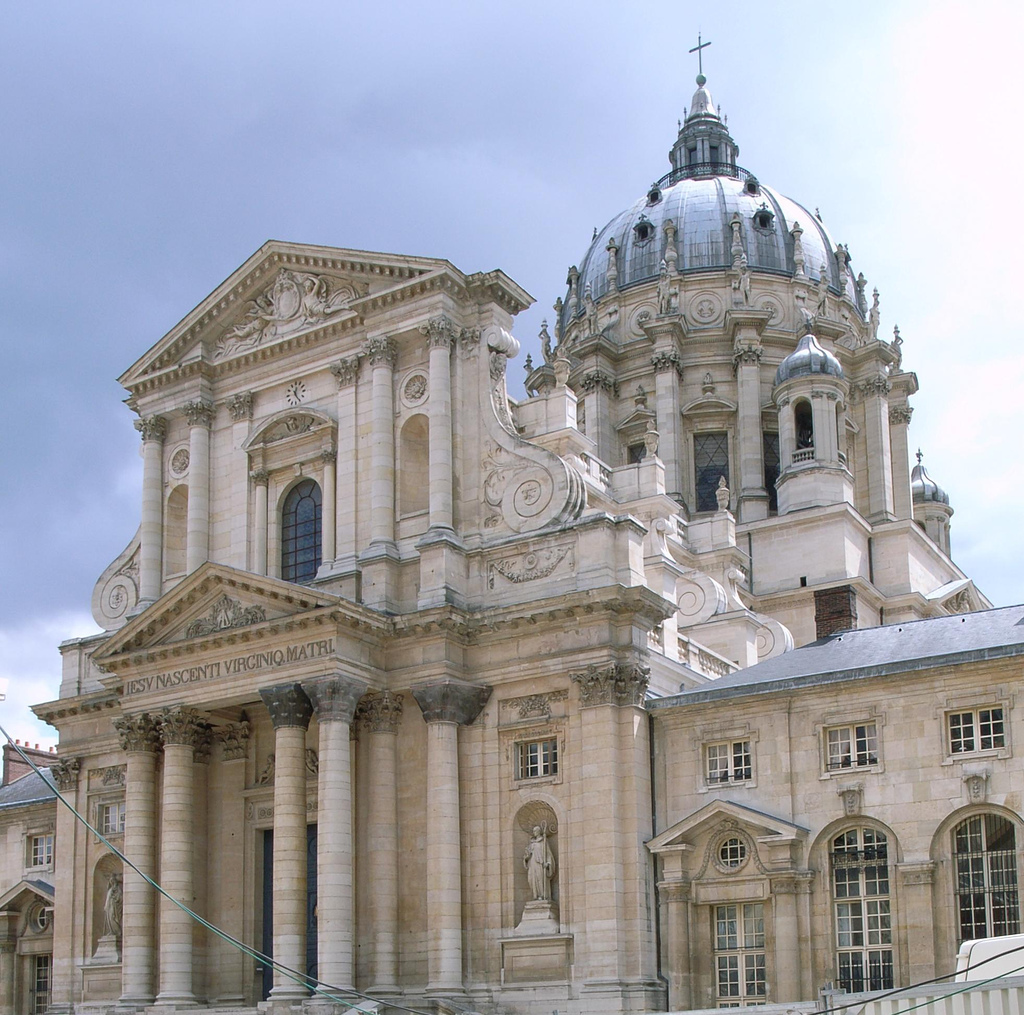
Nhà thờ Val-de-Grâce

Val-de-Grâce là một bệnh viện quân y nằm ở Quận 5 thành phố Paris. Cơ sở của bệnh viện là một tu viện và nhà thờ được hoàng hậu Anne cho xây dựng từ thế kỷ 17. Ngày nay tổng thể công trình còn có thêm một khu nhà hiện đại và bên cạnh chức năng bệnh viên, Val-de-Grâce kiêm chức năng giáo dục cùng một bảo tàng về quân y.
| Métro Paris | Bến tàu điện ngầm: Port-Royal |

## Lịch sử
Tu viện vương thất Val-de-Grâce được xây dựng theo ý muốn của vương hậu Ana. Anne cưới Louis XIII một thời gian dài mà không có con. Vốn là người sùng đạo, vương hậu tự hứa sẽ xây dựng một "ngôi đền lộng lẫy" nếu Thượng đế ban cho mình một người con. Ngày 5 tháng 9 năm 1638, tức 23 năm sau ngày cưới, Anne sinh hạ vua Louis XIV tương lai. Một tháng trước khi sinh, trung thành với lời hứa của mình, Ana giao cho kiến trúc sư François Mansart thiết kế một nhà thờ và tu viện mới. Nhưng phải đợi đến khi Ana lên nhiếp chính, vương hậu mới bắt đầu thực hiện công trình. Ngày 1 tháng 4 năm 1645, Louis XIV, khi đó mới 7 tuổi, đặt viên đá đầu tiên bắt đầu cho việc xây dựng
Được các kiến trúc sư François Mansart, Jacques Le Mercier và Pierre Le Muet nối tiếp chỉ huy, công trình hoàn thành vào cuối thập niên 1660, vài tháng trước cái chết của Anne. Việc trang trí nhà thờ cũng được giao cho những nghệ sĩ danh tiếng nhất thời kỳ này: Michel Anguier, Philippe Buyster. Thời kỳ Cách mạng Pháp, tu viện Val-de-Grâce trở thành tài sản hoàng gia. Ngày 31 tháng 7 năm 1793, Bộ Chiến tranh quyết định sử dụng Val-de-Grâce làm một bệnh viện quân y và chính chức năng mới này giúp công trình tránh khỏi bị phá hủy.
Ngày nay, Val-de-Grâce trở thành một địa điểm đa chức năng, do cả Bộ Quốc phòng và Bộ Văn hóa quản lý. Bên cạnh chức năng bệnh viện, Val-de-Grâce cũng là trụ sở của học viện quân y. Một bảo tàng và hai thư viện quân y cũng nằm trong khu vực này.

## Bệnh viện
Bệnh viện mới Val-de-Grâce được xây dựng năm 1979 với 350 giường bệnh. Không chỉ là bệnh viên quân y, Val-de-Grâce cũng phục vụ các bệnh nhân khác, chia sẻ cùng cơ quan Cứu tế công cộng - Bệnh viện Paris. Toàn bộ Val-de-Grâce có 6 khoa, đều được trang bị các phòng VIP dành cho những bệnh nhân đặc biệt.
Val-de-Grâce cũng kết hợp với Đại học Paris V, dành cho các sinh viên y khoa thực tập.

## Bảo tàng
Năm 1850, Trường thực hành quân y Val-de-Grâce (École d’application du Service de santé militaire au Val-de-Grâce) được thành lập. Điều này cũng kéo theo sự xuất hiện của một phòng lịch sử tự nhiên và khoáng học. Năm 1852, một bộ sưu tập hiện vật về giải phẫu học được đưa về Val-de-Grâce. Năm 1870, các mẫu vật giải phẫu, tác phẩm của nhà điêu khắc Baretta, từ bệnh viện Saint-Louis được nhập vào bộ sưu tập của Val-de-Grâce. Tới năm 1881, các giáo sư cho trưng bày bộ sưu tập tại giảng đường của trường. Tới thời kỳ này, phòng trưng bày chỉ có các hiện vật về giải phẫu học.
Từ năm 1886, các bác sĩ bắt đầu tập hợp thêm các họa phẩm, chân dung, tượng, vật lưu niệm... về ngành quân y. Vào khoảng thời gian Chiến tranh thế giới thứ nhất, bảo tàng được hình thành. Cũng trong 4 năm của Chiến tranh thế giới thứ nhất, Val-de-Grâce đã giữ lại gần 100 ngàn hồ sơ, 10 ngàn hiện vật và 6.500 bức ảnh liên quan đến ngành quân y.